# Martha Coakley

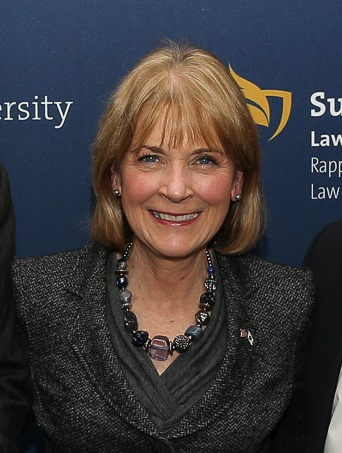
Martha Coakley (2014)

Martha Mary Coakley (* 14. Juli 1953 in Pittsfield, Massachusetts) ist eine US-amerikanische Juristin und Politikerin. Von 2007 bis 2015 war die Demokratin Attorney General und damit Mitglied der Regierung des Bundesstaates Massachusetts. Als Kandidatin ihrer Partei für den US-Senat 2010 und das Amt des Gouverneurs 2014 verlor sie jeweils gegen den republikanischen Bewerber.

## Leben
Geboren in Pittsfield, wuchs Martha Coakley in North Adams auf, wo sie bis 1971 die Schule besuchte. Nach einem B.A. vom Williams College in Williamstown im Jahr 1975 wechselte sie an die Boston University School of Law, an der sie 1979 ihren J. D. erhielt. Zuerst arbeitete Coakley in privaten Anwaltskanzleien, bevor sie 1986 zur Staatsanwaltschaft im Middlesex County wechselte. 1991 wurde sie zur Leiterin der in Cambridge untergebrachten Einheit zur Verfolgung von Kindesmissbrauch (Child Abuse Prosecution Unit) dieser Staatsanwaltschaft ernannt. Durch ein Gerichtsverfahren gegen ein britisches Au-Pair-Mädchen, das beschuldigt wurde, den Tod eines achtmonatigen Jungen verursacht zu haben, wurde Coakley in dieser Position US-weit bekannt.
Im November 1998 bewarb sie sich für den Posten des District Attorney in diesem Bezirk und wurde gewählt. Diese Position nahm sie wahr, bis sie am 7. November 2006 die Wahl zum Attorney General des Staates Massachusetts gewann und am 17. Januar 2007 als erste Frau auf dieser Position vereidigt wurde. In dieser Funktion reichte sie am 8. Juli 2009 beim Bundesbezirksgericht in Boston Klage gegen den Defense of Marriage Act ein, mit der die Verfassungskonformität der Ehe-Definition dieses Bundesgesetzes von 1996 in Frage gestellt wird – Massachusetts hatte 2004 als erster Bundesstaat gleichgeschlechtliche Ehen zugelassen.
Im November 2010 wurde Coakley für eine weitere Amtsperiode gewählt.

### Kandidatur als US-Senatorin 2010
Nach dem Tod Edward Kennedys, der seit 1962 Massachusetts im Senat der Vereinigten Staaten vertreten hatte, gab Martha Coakley ihre Kandidatur für die Senatorennachwahl bekannt und gewann am 8. Dezember 2009 die Vorwahl der Demokraten. Bei der Wahl am 19. Januar 2010 verlor sie dann aber mit 47 % der abgegebenen Stimmen gegen den republikanischen Kandidaten Scott Brown, der 52 % der abgegebenen Stimmen erhielt. Coakley wurde vorgeworfen, im Wahlkampf nicht ausreichend Engagement gezeigt zu haben, und für „einen der schlechtesten bundesstaatsweiten Wahlkämpfe“ überhaupt kritisiert.

### Kandidatur als Gouverneurin 2014
Am 15. September 2013 kündigte Coakley an, sich in der demokratischen Vorwahl um das Amt des Gouverneurs ihres Bundesstaates zu bewerben, die 2014 um die Nachfolge des nicht mehr kandidierenden Deval Patrick stattfand. Ihre Chancen in einem breiten Bewerberfeld wurden nach ihrer gescheiterten Senatskampagne 2010 bei guten Beliebtheitswerten als offen angesehen; in den ersten Umfragen führte sie allerdings deutlich. Beim Parteitag der Demokraten im Juni 2014 belegte sie in der Abstimmung der Mitglieder lediglich den zweiten Platz hinter State Treasurer Steven Grossman. Diese Befragung diente allerdings nur dazu, im Vorfeld der Primary die Kandidaten zu bestimmen.
Am 9. September 2014 stellten sich Grossman, Coakley und der Drittplatzierte Donald Berwick der eigentlichen Wahl. Coakley gewann die Vorwahl in einer äußerst knappen Entscheidung. Damit wurde sie als Kandidatin der Demokraten nominiert. Die Republikaner stellten den eher moderat bis liberal eingestellten Charlie Baker auf, der bereits 2010 von seiner Partei nominiert worden war und der Staatsregierung schon in mehreren Funktionen angehörte. Beobachter stuften das Rennen als völlig offen ein, nachdem Umfragen beide Kandidaten abwechselnd vorne sahen. Die Gouverneurswahl am 4. November 2014 verlor Coakley jedoch mit 46,7 gegenüber 48,5 Prozent der Stimmen. Coakleys zweiter Wahlkampf 2014 wurde, anders als ihr erster 2010, als engagiert und kämpferisch wahrgenommen; obwohl sie über deutlich geringere Ressourcen verfügte als ihr republikanischer Konkurrent, der bisherige ebenfalls demokratische Gouverneur Deval Patrick einige politische Schwierigkeiten hinterlassen hatte und die demokratische Partei nicht geschlossen hinter ihr stand, verfehlte sie einen Sieg um nur 40.000 Stimmen. Einige politische Beobachter sprachen deshalb davon, Coakley verlasse dadurch „erlöst“ die politische Bühne. Für ihre Arbeit als Attorney General erhielt Coakley viel Zustimmung, auch wenn sie persönlich nie hohe Beliebtheitswerte erreichen konnte und vielfach als kalt und humorlos empfunden wurde.
Ihre Nachfolge als Attorney General trat am 21. Januar 2015 die Demokratin Maura Healey an.

### Nach der Politik
Nach ihrem Abschied aus der Politik trat sie im Oktober 2015 als Rechtsberaterin in den Dienst der in Boston ansässigen Firma DraftKings, die Online-Sportmanagementspiele anbietet, für Fragen des Verbraucherschutzes in Schadensersatzfällen und Gesetzesvorhaben. Coakley tritt weiterhin zu bestimmten juristischen Themen an die Öffentlichkeit; so erklärte sie im Januar 2016 vor dem Massachusetts State House ihre Unterstützung für ein Gesetz, das Vergewaltigungsopfern mehr Rechte zuspricht.